# Tessenberg (Schweiz)

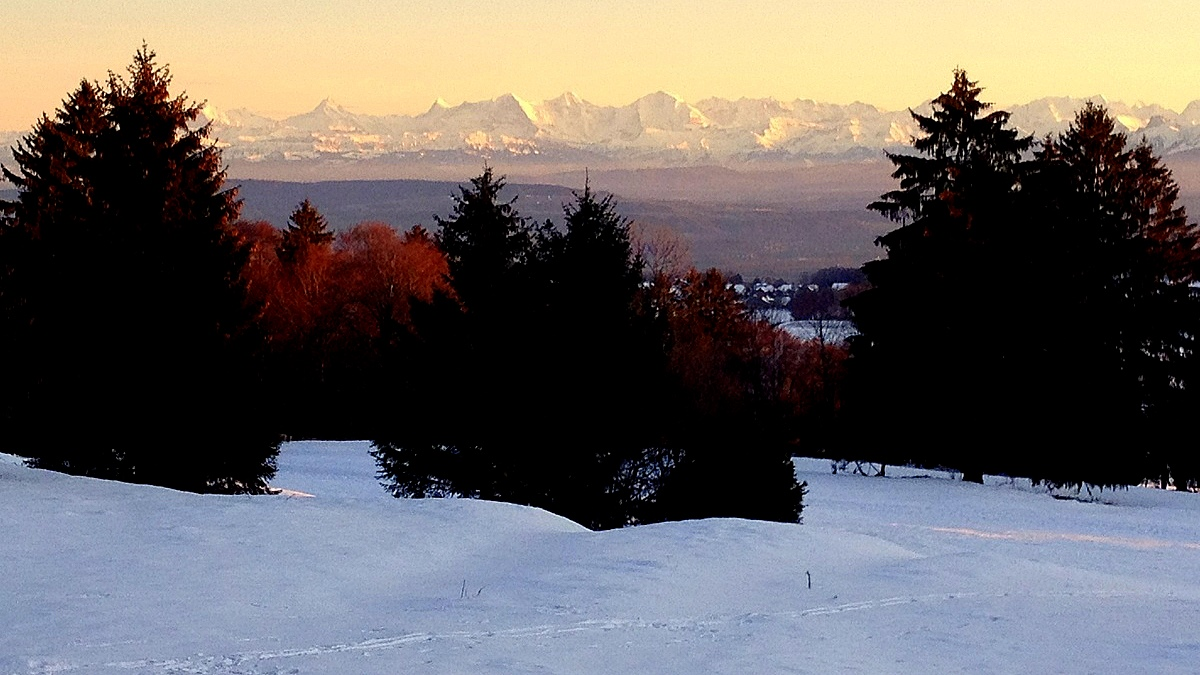
Sicht in Richtung Prêles. Im Hintergrund die Berner Alpen

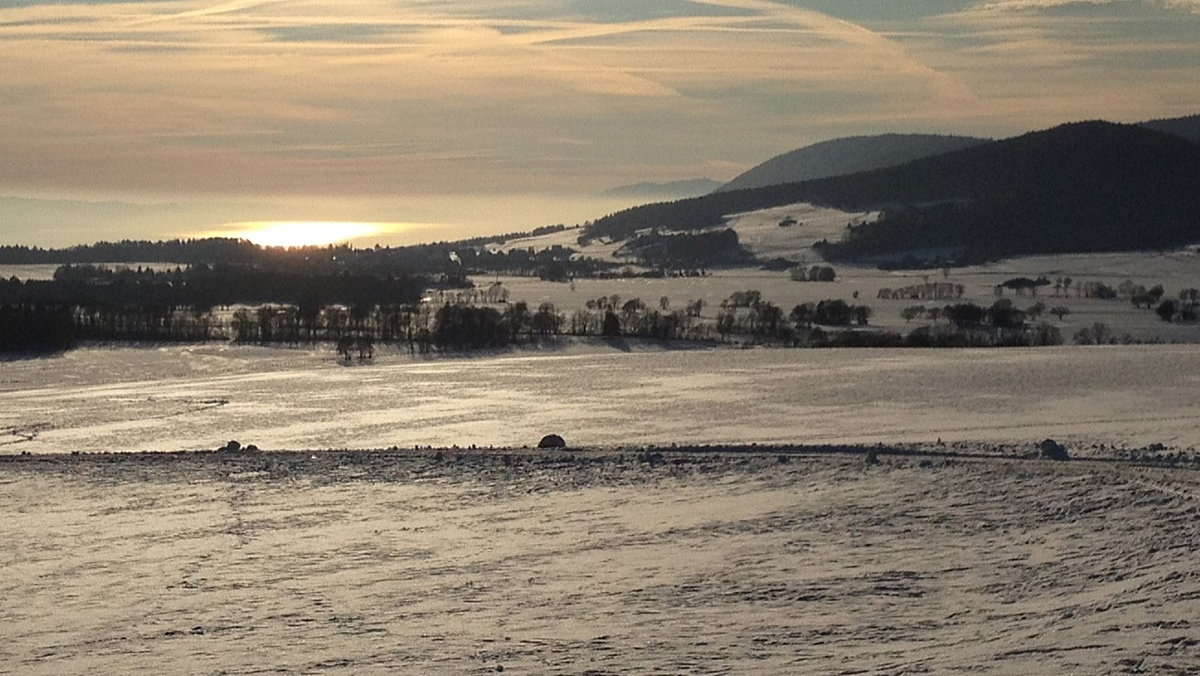
Westlicher Abschnitt der Hochebene in Richtung Lignières und Neuenburgersee

Der Tessenberg (französisch Montagne de Diesse), mit Bezug auf die ganze Hochebene auch Plateau de Diesse, ist eine ausgedehnte Hochfläche auf rund 800 m ü. M. am Südhang des Chasseral, 400 m über dem Bielersee, in der Schweiz. Zwei Kantone teilen sich die Hochebene, der grössere östliche Teil gehört zum Kanton Bern, der westlichste Abschnitt zum Kanton Neuenburg. Bei historischer und administrativer Betrachtungsweise wird jeweils nur der Berner Teil zum Tessenberg im engeren Sinn gezählt.

## Geologie und Topographie

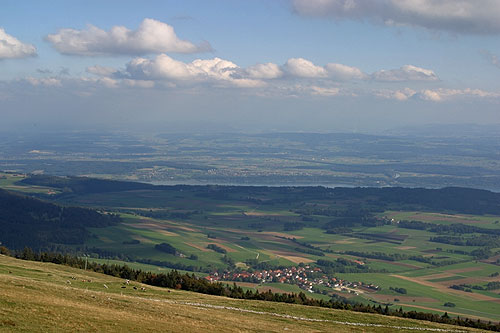
Tessenberg mit Nods

Geologisch ist der Tessenberg eine Synklinale zwischen der Kette des Chasseral im Norden und derjenigen des Magglinger- und Twannbergs im Süden (auch Seekette oder Chaîne du lac genannt). Im Lauf der Zeit wurde das Becken durch Abtragungsprodukte von den angrenzenden Antiklinalen aufgefüllt. Es sind auch Ablagerungen des eiszeitlichen Rhonegletschers bekannt. Das rund 18 km² grosse und in seinem zentralen Bereich topfebene Plateau wird im Norden vom Chasseral, im Nordosten vom Spitzberg, im Osten vom Twann- und Magglingerberg, im Süden gegen den Bielersee durch den Höhenrücken Sur la Roche (bis 926 m ü. M.) und im Westen durch die Serroue (1055 m ü. M.) begrenzt.
Der Tessenberg besitzt zwei Abflüsse. Einerseits der Twannbach im Osten, welcher die Antiklinale des Twannbergs in der Twannbachschlucht durchbricht, andererseits der Ruisseau de Vaux im Südwesten. Beide Bäche fliessen in den Bielersee. Früher war das Plateau de Diesse ein ausgedehntes Moorgebiet, das bei der Schneeschmelze regelmässig überflutet wurde. Bis Ende des Ersten Weltkrieges wurde hier Torf gestochen. Seit 1918 wurden die Moore drainiert und zum Twannbach und zum Ruisseau de Vaux entwässert.

## Bevölkerung
Alle drei Gemeinden auf dem Tessenberg liegen leicht erhöht am Rande des Plateaus: Nods, Plateau de Diesse auf dem Höhenrücken der Seekette und Lignières am Ostfuss der Serroue. Sie haben zusammen etwa 3500 Einwohner, von denen rund 83 % französischsprachig und 15 % deutschsprachig sind.

## Wirtschaft
Nach der Drainage des Moors entwickelte sich das Plateau de Diesse zu fruchtbarem Ackerland, das heute teils intensiv, teils extensiv genutzt wird. Alle Gemeinden sind noch landwirtschaftlich geprägt, haben sich aber seit etwa 1980 zu Wohngemeinden mit vielen Wegpendlern gewandelt. Industrielle Tätigkeit gibt es nur sehr wenig.

## Verkehr

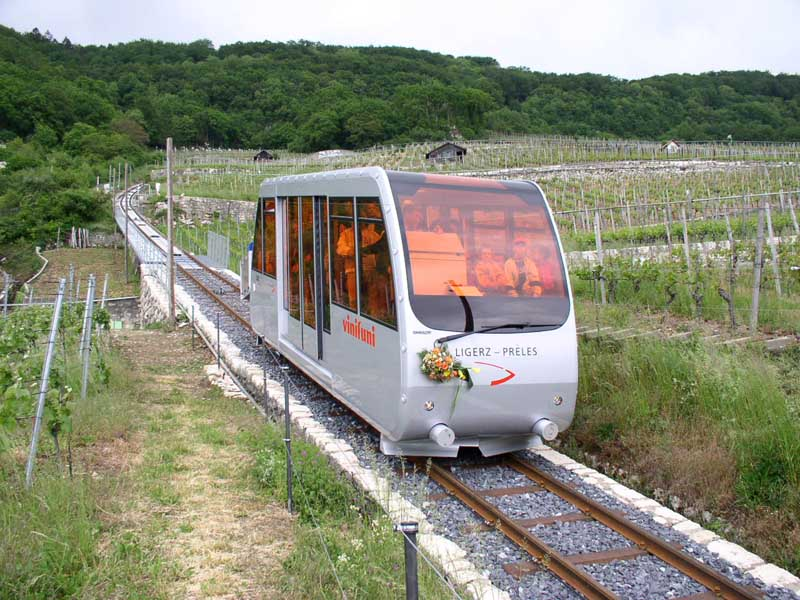
Ligerz-Tessenberg-Bahn (2005)

Der Tessenberg ist heute verkehrsmässig gut erschlossen. Mehrere Strassen führen vom Ufer des Bielersees auf die Hochfläche und zum Berg, des Weiteren gibt es auch eine Verbindung nach Neuenburg und eine nach Frinvillier zur A16. Durch einen Postautokurs sind die Gemeinden mit dem Bahnhof von Neuenstadt  verbunden. Von Ligerz nach Prêles verkehrt seit 1912 die Standseilbahn Ligerz-Tessenberg (LT), die zur touristischen Erschliessung des Plateaus beitrug. Aufgrund des hohen Alters der Bahn wurde im Herbst 2003 mit einem Neubau begonnen. Die neue, «Vinifuni» genannte Bahn wurde am 17. Mai 2004 feierlich eröffnet.

## Geschichte
Das Gebiet war schon zur Römerzeit erschlossen, damals führte die Strasse Via d’Etra über das Hochplateau von Diesse. Zeugnisse aus dieser Zeit sind allerdings kaum mehr erhalten. Im 12. Jahrhundert gehörte das Plateau den Grafen von Neuenburg. Später kam es unter die gemeinsame Herrschaft der Grafen von Neuenburg zu Nidau und des Fürstbistums Basel. Dieses war hauptsächlich für die gerichtlichen und militärischen Angelegenheiten zuständig, vertreten durch die Stadt Biel, während die Stadt Bern, die auf dem Tessenberg ab dem 16. Jahrhundert durch den Bürgermeister von Nidau repräsentiert war, sich um kirchliche Angelegenheiten kümmerte.
Lange Zeit war das Plateau nur schwer zugänglich und deshalb isoliert. Dies war auch der Grund, weshalb die Reformation, die 1530 unter der Herrschaft Berns aufgezwungen wurde, vorerst nicht Fuss fassen konnte. Erst nach 1550 wurde der Tessenberg auf erneuten Druck aus Bern reformiert. Um die Mitte des 16. Jahrhunderts erlitt das Plateau schwere Verluste infolge einer Pestepidemie.
Ende Dezember 1797 wurde der Tessenberg von französischen Truppen besetzt und der heute bernische Teil dem Département Mont-Terrible angegliedert. Dieses wurde 1800 mit dem Département Haut-Rhin verbunden. Durch den Entscheid des Wiener Kongresses kam der grösste Teil des Plateaus 1815 an den Kanton Bern beziehungsweise dessen Amtsbezirk Erlach und 1846 zum neu gebildeten Amtsbezirk La Neuveville.